# Championnats du monde d'escrime 1962
Navigation
Édition précédente Édition suivante
Les championnats du monde 1962 se sont déroulés à Buenos Aires en Argentine en  juillet 1962. Ils sont organisés par la Fédération argentine d'escrime sous l’égide de la Fédération internationale d'escrime.
La compétition comprend cette année-là 8 épreuves (deux féminines et 6 masculines) :
- Féminines
  - Fleuret individuel
  - Fleuret par équipe
- Masculines
  - Fleuret individuel
  - Fleuret par équipe
  - Epée individuelle
  - Epée par équipe
  - Sabre individuel
  - Sabre par équipe

## Tableau des médailles
| Rang | Nation               | Or | Argent | Bronze | Total |
| ---- | -------------------- | -- | ------ | ------ | ----- |
| 1    | Hongrie              | 3  | 3      | 1      | 7     |
| 2    | Union soviétique     | 2  | 2      | 2      | 6     |
| 3    | Pologne              | 1  | 2      | 1      | 4     |
| 4    | France               | 1  | 0      | 2      | 3     |
| 5    | Roumanie             | 1  | 0      | 0      | 1     |
| 6    | Suède                | 0  | 1      | 0      | 1     |
| 7    | Allemagne de l'Ouest | 0  | 0      | 1      | 1     |
| 7    | Italie               | 0  | 0      | 1      | 1     |